# Босния и Герцеговина на зимних Олимпийских играх 2006
Босния и Герцеговина принимала участие в Зимних Олимпийских играх 2006 года в Турине (Италия) в четвёртый раз за свою историю, но не завоевала ни одной медали. Сборная страны состояла из 6 спортсменов (3 мужчины, 3 женщины), которые приняли участие в соревнованиях по горнолыжному спорту, биатлону и лыжным гонкам.

## Результаты соревнований

### Биатлон
Мужчины
| Соревнование         | Спортсмены | Стрельба | Результат | Место |
| -------------------- | ---------- | -------- | --------- | ----- |
| Спринт               | Миро Чосич | 4        | 32:56,1   | 85    |
| Индивидуальная гонка | Миро Чосич | 7        | 1:08:32,7 | 83    |

Женщины
| Соревнование         | Спортсмены           | Стрельба | Результат | Место |
| -------------------- | -------------------- | -------- | --------- | ----- |
| Спринт               | Александра Василевич | 1        | 28:10,9   | 78    |
| Индивидуальная гонка | Александра Василевич | 1        | 1:01:11.8 | 74    |

### Лыжные виды спорта

#### Горнолыжный спорт
Мужчины
| Соревнование      | Спортсмены     | 1 спуск | 2 спуск | Всего   | Место |
| ----------------- | -------------- | ------- | ------- | ------- | ----- |
| Гигантский слалом | Марко Шафферер | 1:39,28 | 1:25,18 | 3:04,46 | 37    |
| Слалом            | Марко Шафферер | 1:01.11 | 56,06   | 1:57,17 | 30    |

Женщины
| Соревнование      | Спортсмены  | 1 спуск | 2 спуск | Всего   | Место |     |
| ----------------- | ----------- | ------- | ------- | ------- | ----- | --- |
| Гигантский слалом | Мойца Ратай | DNS     | DNS     | DNS     | DNS   | DNS |
| Слалом            | Мойца Ратай | 45,34   | 49,03   | 1:34,37 | 31    |     |

#### Лыжные гонки
Мужчины
Дистанция
| Соревнование           | Спортсмен      | Результат | Место |
| ---------------------- | -------------- | --------- | ----- |
| 15 км свободным стилем | Боян Самарджия | 51:28,8   | 89    |

Женщины
Дистанция
| Соревнование           | Спортсмены        | Результат | Место |
| ---------------------- | ----------------- | --------- | ----- |
| 10 км свободным стилем | Ведрана Вучичевич | 42:45,8   | 70    |